# Rinku Singh
Rinku Singh Rajput (Gopiganj, 8 de agosto de 1988) é um lutador profissional indiano e ex-jogador de beisebol profissional. Atualmente trabalha na WWE, onde eventualmente se apresentará no Raw sob o nome de ringue Veer Mahaan.
Singh foi contratado pela organização Pittsburgh Pirates depois que ele ganhou um concurso de arremesso em um reality show de televisão de 2008, The Million Dollar Arm. Ele foi o primeiro indiano a jogar beisebol profissional e passou várias temporadas nas ligas menores, alcançando o nível Single-A. Ele é o tema do filme Million Dollar Arm.

## Carreira no beisebol profissional
Singh, junto com Patel, tentou na frente de olheiros de 20 times da Major League Baseball em novembro de 2008, e os arremessos de Singh chegaram a 92 milhas por hora (148 km/h). Relatos dos olheiros do Pittsburgh Pirates, Joe Ferrone e Sean Campbell, levaram o gerente geral Neal Huntington a assinar contratos com a organização. Com o acordo, a dupla se tornou os primeiros indianos a assinar contratos de beisebol da liga principal americana. O bônus total de assinatura para os dois foi de $ 8.000. Após o treinamento, os dois voltaram para visitar suas famílias na Índia antes de entrar no campo de treinamento dos Piratas em Bradenton, Flórida. Singh e Patel começaram a temporada de beisebol de 2009 com a afiliada da Liga da Costa do Golfo dos Pirates.
Em 4 de julho de 2009, Singh se tornou o primeiro cidadão indiano a aparecer em um jogo profissional de beisebol nos EUA. Ele arremessou o sétimo turno, enquanto Dinesh Patel arremessou o oitavo turno. Em 13 de julho de 2009, Singh venceu seu primeiro jogo de beisebol profissional nos Estados Unidos, eliminando o único rebatedor que enfrentou. Ele terminou a temporada com um recorde de 1-2 e um ERA de 5,84 em 11 jogos, permitindo apenas uma corrida em três rebatidas em suas últimas seis aparições.
Singh foi 2-0 com um ERA de 2,61 em 13 jogos com a afiliada do Pirates GCL em 2010. No final de agosto, Singh foi promovido para a afiliada da Pirates Class A Short-Season, o State College Spikes. Ele se encontrou com o presidente dos EUA, Barack Obama, em um evento do Mês do Patrimônio da Casa Branca em 24 de maio de 2010. Singh jogou pela Canberra Cavalry da Australian Baseball League na temporada inaugural de 2010-11 da competição, indo 1-0 com um ERA de 3,94 em 16 entradas lançadas.
Singh abriu a temporada de 2011 na Liga de Verão Dominicana. Singh arremessou bem em oito jogos espalhados pela DSL, Gulf Coast League e New York-Penn League, depois se juntou ao West Virginia Power da South Atlantic League em julho de 2011. Singh retornou à Australian Baseball League para a temporada 2011-12 com a Adelaide Bite. Ele fez o time All-Star Mundial para o All-Star Game da Liga Australiana de Beisebol de 2011. Em 2012, ele arremessou em 39 jogos para o Power, jogando 72 entradas, ganhando um recorde de vitórias-derrotas de 3-1 e eliminando 65 rebatedores. Singh lutou contra lesões e perdeu toda a temporada de 2013, mas foi convidado para o treinamento de primavera de 2014 pelos Pirates. Singh também perdeu toda a temporada de 2014 devido à cirurgia de Tommy John. Singh também perdeu toda a temporada de 2015 devido a uma fratura no cotovelo.
The Pirates renovou com Singh em 9 de novembro de 2015. Ele fez uma aparição pelo Gulf Coast League Pirates em 2016, lançando uma entrada sem gols.

## Carreira na luta livre profissional

### WWE (2018–presente)
Em 14 de janeiro de 2018, Singh assinou um contrato com a WWE. Em 31 de maio de 2018, ele fez sua estreia no ringue em um evento ao vivo do NXT em Tampa, perdendo para Kassius Ohno. Em 21 de março de 2019, ele começou a ser gerenciado por Robert Strauss nos eventos ao vivo do NXT.
No episódio de 25 de março de 2020 do NXT, Singh, Saurav Gurjar e o empresário Malcolm Bivens fizeram sua estreia na televisão, atacando o Campeão de Duplas do NXT Matt Riddle. Na semana seguinte, Bivens os apresentou como Rinku e Saurav (tirando seus sobrenomes) enquanto revelava que o nome de sua equipe era Indus Sher (que significa Tigres Indianos) (coletivamente conhecidos como Bivens Enterprises). Na semana seguinte, Indus Sher derrotou Ever-Rise em sua luta de estreia. Em seguida, eles derrotaram a dupla de Mike Reed e Mikey Delbrey. Então, eles avisaram Oney Lorcan e Danny Burch.
No episódio de 10 de maio do Raw, Singh, com o novo nome de ringue Veer, junto com Shanky, se alinharia com Jinder Mahal. Como parte do Draft de 2021, Mahal e Shanky foram convocados para o SmackDown enquanto Veer permaneceu no Raw, encerrando sua aliança.
Agora como um lutador individual, as vinhetas começaram a ser exibidas em novembro de 2021 de um Veer como uma nova forma, cujo nome do ringue foi ajustado para Veer Mahaan. Apesar da WWE promover continuamente seu retorno ao Raw, ele passou meses sem aparecer no Raw, embora durante esse tempo ele também tenha lutado no Main Event.

## Filme
A história de Singh e Patel é a base para o filme esportivo da Walt Disney Pictures Million Dollar Arm, no qual Singh foi interpretado por Suraj Sharma. Em 2009, a Columbia Pictures comprou os direitos de tela da história de Singh e Patel. O projeto parou e, eventualmente, os produtores Joe Roth e Mark Ciardi montaram o filme na Walt Disney Pictures. Ao adquirir a Million Dollar Arm, a Disney contratou Tom McCarthy para escrever o filme. Jon Hamm interpretou J. B. Bernstein.

## Vida pessoal
Singh cresceu na pobreza, filho de um motorista de caminhão, em uma vila rural chamada Gopiganj, perto de Bhadohi, em Uttar Pradesh. Singh era um dos nove irmãos que moravam na casa de um cômodo da família. A casa tinha eletricidade, mas dependia de água de poço. Singh jogou o dardo e jogou críquete quando menino. Ele era um medalhista nacional júnior de dardo. Singh é um ex-aluno do Guru Gobind Singh Sports College, Lucknow.
No início de 2008, Singh entrou em um reality show indiano The Million Dollar Arm. O concurso foi criado por um agente esportivo americano J. B. Bernstein e seus parceiros Ash Vasudevan e Will Chang para encontrar o indivíduo no país que poderia lançar o beisebol mais rápido e preciso. Sem nunca ter ouvido falar de beisebol antes, Singh venceu o concurso de mais de 37.000 participantes depois de lançar 87 milhas por hora. O grande prêmio do concurso foi de US$ 100.000.
Depois de vencer o concurso, Singh e o vice-campeão Dinesh Patel viajaram para Los Angeles, onde treinaram com o treinador de arremessos da Universidade do Sul da Califórnia, Tom House, que treinou arremessadores como Nolan Ryan e Randy Johnson. Singh disse que a maioria de sua família não concordou com sua decisão de ir para os Estados Unidos. Em seu primeiro dia nos Estados Unidos, os dois assistiram ao seu primeiro jogo de beisebol na USC. Eles continuaram aprendendo o jogo com House e Bernstein, assim como aprendendo inglês.
Em 2012, Singh tornou-se vegetariano depois de testemunhar vários homens em Bhadohi perseguindo uma galinha para matá-la. Durante sua carreira no beisebol, ele disse que recitou o hino devocional hindu Hanuman Chalisa e ouviu a música de Eminem "Not Afraid" antes de lançar.